# Campeonato Sudamericano 1946
Das Campeonato Sudamericano von 1946 war die 19. Ausspielung der südamerikanischen Kontinentalmeisterschaft im Fußball und fand vom 12. Januar bis 10. Februar zum sechsten Mal in Argentinien statt. Ecuador, Kolumbien und Peru nahmen in diesem Jahr nicht an der Copa América teil.
Das Turnier wurde wie gehabt im Ligasystem (Jeder gegen Jeden) ausgetragen. Bei Punktgleichheit auf dem ersten Platz war ein Entscheidungsspiel vorgesehen. Spielorte waren Buenos Aires mit dem Estadio Monumental im Stadtteil Belgrano und dem Estadio Gasómetro im Stadtteil Boedo sowie Avellaneda mit dem Estadio Libertadores de América. Bis auf drei Ausnahmen fanden je zwei Spiele im Rahmen von Doppelveranstaltungen im jeweiligen Stadion an einem Tag statt.
Südamerika-Meister im Fußball wurde zum achten Mal Argentinien.

## Spielergebnisse
|                                                                 |   |           |           |
| 12. Januar 1946 in Buenos Aires (Estadio Monumental)            |   |           |           |
| Argentinien                                                     | – | Paraguay  | 2:0 (2:0) |
| 16. Januar 1946 in Buenos Aires (Estadio Gasómetro)             |   |           |           |
| Brasilien                                                       | – | Bolivien  | 3:0 (0:0) |
| Uruguay                                                         | – | Chile     | 1:0 (1:0) |
| 19. Januar 1946 in Buenos Aires (Estadio Gasómetro)             |   |           |           |
| Chile                                                           | – | Paraguay  | 2:1 (0:0) |
| Argentinien                                                     | – | Bolivien  | 7:1 (2:0) |
| 23. Januar 1946 in Buenos Aires (Estadio Gasómetro)             |   |           |           |
| Brasilien                                                       | – | Uruguay   | 4:3 (4:2) |
| 26. Januar 1946 in Buenos Aires (Estadio Monumental)            |   |           |           |
| Paraguay                                                        | – | Bolivien  | 4:2 (2:2) |
| Argentinien                                                     | – | Chile     | 3:1 (1:0) |
| 29. Januar 1946 in Avellaneda (Estadio Libertadores de América) |   |           |           |
| Uruguay                                                         | – | Bolivien  | 5:0 (3:0) |
| Brasilien                                                       | – | Paraguay  | 1:1 (0:1) |
| 2. Februar 1946 in Buenos Aires (Estadio Gasómetro)             |   |           |           |
| Argentinien                                                     | – | Uruguay   | 3:1 (1:0) |
| Brasilien                                                       | – | Chile     | 5:1 (2:0) |
| 8. Februar 1946 in Buenos Aires (Estadio Gasómetro)             |   |           |           |
| Chile                                                           | – | Bolivien  | 4:1 (2:0) |
| Paraguay                                                        | – | Uruguay   | 2:1 (1:0) |
| 10. Februar 1946 in Buenos Aires (Estadio Monumental)           |   |           |           |
| Argentinien                                                     | – | Brasilien | 2:0 (1:0) |

| Pl. | Land        | Sp. | S | U | N | Tore    | Diff. | Punkte |
| --- | ----------- | --- | - | - | - | ------- | ----- | ------ |
| 1.  | Argentinien | 5   | 5 | 0 | 0 | 017:300 | +14   | 10:0   |
| 2.  | Brasilien   | 5   | 3 | 1 | 1 | 013:700 | +6    | 07:30  |
| 3.  | Paraguay    | 5   | 2 | 1 | 2 | 008:800 | ±0    | 05:50  |
| 4.  | Uruguay     | 5   | 2 | 0 | 3 | 011:900 | +2    | 04:60  |
| 5.  | Chile       | 5   | 2 | 0 | 3 | 008:110 | −3    | 04:60  |
| 6.  | Bolivien    | 5   | 0 | 0 | 5 | 004:230 | −19   | 0:10   |

## Skandalspiel in Buenos Aires
Am letzten Spieltag des Turniers standen sich im Estádio Monumental de Nuñez von Buenos Aires vor 80.000 Zuschauern die beiden noch ungeschlagenen Mannschaften Argentinien und Brasilien gegenüber. Nach 28 Minuten kam es zum Eklat.
Der Brasilianer Jair lieferte sich mit José Salomón einen heftigen Zweikampf, in dem Letzterer einen Beinbruch erlitt, von dem er sich nie wieder erholen sollte. Argentiniens Verteidiger Juan Carlos Fonda wollte an dem in die Kabine flüchtenden Jair Rache nehmen, wurde aber von Chico aufgehalten, der wiederum selbst von einem Argentinier und bald auch von auf den Platz laufenden Polizisten bearbeitet wurde. Mit Hilfe des uruguayischen Schiedsrichters Nobel Valentini, der ihn im Verlauf des Geschehens zusammen mit einem Argentinier des Feldes verwies, und einem Agenten der Sonderpolizei von Rio gelang es Chico letztendlich, in den Katakomben des Stadions Schutz zu finden.
Danach wurde das Spielfeld schließlich von zahlreichen Zuschauern überlaufen, die von den Ordnungskräften erst mit Gaseinsatz wieder vertrieben werden konnten. Nach einer rund 70-minütigen Spielunterbrechung kamen die Brasilianer erst wieder auf den Platz zurück, nachdem ihnen bedeutet worden war, dass anderweitig ihre Sicherheit nicht garantiert werden könnte. Am Ende besiegte die argentinische Mannschaft Brasilien mit 2:0.
Die Auswirkungen dieses Spiels waren nachhaltig. Bis 1956 kam es zu keinen weiteren Spielen zwischen den beiden Ländern. Brasilien verzichtete auf die Teilnahme bei der Campeonato Sudamericano 1947 und 1955, Argentinien auf die Teilnahme bei den Turnieren von 1949 und 1953. Von größerer Bedeutung war allerdings die Nichtteilnahme Argentiniens an der Fußball-Weltmeisterschaft 1950 in Brasilien.
Chico wollte auf der Rückreise seine Familie in Uruguaiana besuchen. Zwölf argentinische Soldaten gaben ihm auf der Zugfahrt bis zur Grenze Geleit, wo er von einer begeisterten Menge empfangen wurde.

## Beste Torschützen
| Rang | Spieler                | Tore |
| ---- | ---------------------- | ---- |
| 1    | José María Medina      | 7    |
| 2    | Ángel Labruna          | 5    |
|      | Norberto Méndez        | 5    |
|      | Zizinho                | 5    |
| 5    | Juan Bautista Villalba | 4    |
| 6    | Heleno de Freitas      | 3    |
|      | Jorge Araya            | 3    |
|      | Atilio Cremaschi       | 3    |